# Hute vor dem Bärenberg
Die Hute vor dem Bärenberg ist ein Naturschutzgebiet in der hessischen Kleinstadt Wolfhagen im Landkreis Kassel.

## Allgemeines
Das Naturschutzgebiet mit der Gebietsnummer 1633026 ist rund 34 Hektar groß. Es ist Bestandteil des FFH-Gebietes „Wälder bei Zierenberg“. Das Gebiet steht seit dem 11. Dezember 1990 unter Naturschutz. Es ersetzte den im Geltungsbereich der Naturschutzverordnung liegenden Teil des Landschaftsschutzgebietes „Naturpark Habichtswald“.

## Beschreibung
Das Naturschutzgebiet liegt nordwestlich von Kassel zwischen Wolfhagen und Zierenberg im Naturpark Habichtswald. Es umfasst Halbtrockenrasen und Waldgesellschaften am Westhang des Großen Bärenberges. Die Flächen sind überwiegend in südliche bis westliche Richtungen exponiert. Die Halbtrockenrasen entstanden durch eine frühere Hutenutzung des Gebietes. Sie sind von Schlehe-, Hartriegel-, Liguster- und Holundergebüschen, verschiedenen Weißdorn- und Rosenarten und insbesondere auch Wacholder durchsetzt. Dazu gesellen sich auch Kreuzdorn und Berberitze. Weiterhin stocken im Naturschutzgebiet unter anderem Esche, Vogelbeere, Vogelkirsche und Bergahorn. Im Nordosten des Naturschutzgebietes stockt eine rund 300 Jahre alte Rotbuche, die als Naturdenkmal „Schäferbuche“ ausgewiesen ist. Bei den Waldgesellschaften handelte es sich zum Zeitpunkt der Unterschutzstellung des Gebietes vor allem um in den 1950er- und 1960er-Jahren angepflanzte Nadelwälder aus Kiefern und Fichten. Diese sollen zu naturnahen Laubwäldern entwickelt werden. Im Naturschutzgebiet konnten bei einer Kartierung über 300 Pflanzenarten festgestellt werden, darunter elf Orchideen- und zwei Enzianarten. Rund 10 Hektar des Naturschutzgebietes wurden vor der Unterschutzstellung ackerbaulich genutzt. Die Äcker wurden aufgelassen und zu Grünland umgewandelt. Teilweise werden die ehemaligen Äcker jährlich umgebrochen, so dass sich eine vielfältige Ackerwildkrautflora unter anderem aus Gewöhnlichem Feldrittersporn, Klatschmohn, Färberkamille, Blauem Gauchheil, Sommeradonisröschen, Blassem Erdrauch und Ackersteinsame entwickeln konnte.
Das Naturschutzgebiet ist Lebensraum zahlreicher Vogelarten. Bei einer Kartierung wurden 38 Brutvogelarten nachgewiesen, darunter Goldammer, Fitis, Bluthänfling, Dorngrasmücke, Baumpieper und Neuntöter. Weiterhin ist es Lebensraum zahlreicher Insekten. So wurden hier 35 Tagfalter- und fünf Widderchenarten nachgewiesen, darunter Kaisermantel, Goldene Acht, Kleiner Perlmuttfalter, Grüner Zipfelfalter, Hufeisenkleegelbling, verschiedene Bläulinge wie Zwergbläuling und Silbergrüner Bläuling, Roter Würfeldickkopffalter Kommadickkopffalter, Esparsettenwidderchen und Thymianwidderchen, sowie zwölf Heuschreckenarten wie z. B. den Heidegrashüpfer. Weiterhin beherbergt das Gebiet unter anderem sechs Hummelarten, darunter Steinhummel, Dunkle und Helle Erdhummel und Ackerhummel, fünfzehn Käfer-, drei Libellen-, vier Fliegen- und zwei Ameisenarten. Außerdem sind Reptilien durch Blindschleiche, Zaun- und Waldeidechse vertreten.
Das Naturschutzgebiet grenzt an landwirtschaftliche Nutzflächen bzw. Wälder. Das Gebiet wird vom NABU Altenhasungen betreut. Zur Pflege werden die Rasenflächen einmal im Jahr gemäht und das Mähgut entfernt, um dem Boden Nährstoffe zu entziehen. Teilweise finden Entkusselungsmaßnahmen und die Entnahme von Nadelgehölzen statt.